# Rupert Stadler
Rupert Stadler (* 17. března 1963, Titting, Bavorsko) je předsedou představenstva společnosti AUDI AG.

## Život
Rupert Stadler vyrůstal jako syn sedláka ve Wachenzellu. Na odborné vysoké škole v Augsburgu vystudoval podnikové hospodářství se zaměřením na podnikové plánování/controlling, finance, bankovnictví a investice.
Stadler zahájil svou kariéru ve společnosti Philips Kommunikation Industrie AG v Norimberku a v roce 1990 nastoupil do společnosti AUDI AG, kde zastával různé pozice v oblasti controllingu (prodej a marketing). Od roku 1994 působil jako obchodní ředitel ve společnosti Volkswagen-Audi España, S. A. v Barceloně. Od roku 1997 byl vedoucím kanceláře představenstva koncernu Volkswagen Group a od ledna 2002 navíc vedoucím produktového plánování koncernu. V lednu 2003 se stal členem představenstva společnosti AUDI AG, přičemž od dubna 2003 do konce srpna 2007 odpovídal za oblast financí a organizace. Dozorčí rada AUDI AG zvolila Stadlera předsedou představenstva s platností od 1. ledna 2007. Na této pozici nahradil Martina Winterkorna, který se stal předsedou představenstva mateřského koncernu Volkswagen Aktiengesellschaft. Stadler je od roku 2010 také členem představenstva společnosti Volkswagen Aktiengesellschaft.
V červnu 2023 mu byl udělen podmíněný trest v souvislosti s podvody při emisních testech vozů Audi.